# Salvatore Iacolino
Salvatore Iacolino, née le 18 novembre 1963, est un homme politique italien. Il est membre du Parlement européen de 2009 à 2014 comme député de l' Union de centre.

## Biographie
En 1981, il est diplômé du lycée classique d'Agrigente. Diplômé en droit de l'Université de Palerme, il est devenu, à partir de 1992, fonctionnaire et responsable de l'administration publique dans le secteur de la santé dans la province d'Agrigente. Il devient le directeur administratif de l'ASL n. 1 d'Agrigento (2001-2005) En 2005, il a été nommé par le conseil régional présidé par Salvatore Cuffaro, directeur général de l'ASL n ° 6 de Palerme (jusqu'en 2009).
Il a été nommé conseiller municipal d'Agrigente de 1997 à 2001 par le maire Calogero Sodano, sur la liste Forza Italia. Les 6 et 7 juin 2009, est candidat au Parlement européen, élu dans les rangs du Peuple de la liberté. Il s'installe officiellement le 14 juillet de la même année. Il est devenu vice-président de la Commission des libertés civiles, de la justice et des affaires intérieures du Parlement européen jusqu'en 2014.
Pour les élections régionales siciliennes de 2012, il est candidat à l'Assemblée régionale sicilienne sur la liste du PDL dans la circonscription d'Agrigente, mais n'est pas élu. En février 2013, il est candidat au Sénat avec l'investiture de Grande Sud en Sicile (en deuxième place, derrière Gianfranco Miccichè) mais une nouvelle fois, n'est pas élu. Il adhère par la suite à Forza Italia.
Il a été reconduit aux élections européennes de mai 2014 sur la liste Forza Italia mais n'est pas réélu. Il devient donc  directeur administratif à l'autorité provinciale de la santé d'Agrigente.
Aux élections régionales siciliennes du 5 novembre 2017, il est candidat à l'ARS avec l'Union de Centre dans la province d'Agrigente, mais il n'est pas élu.